# Édouard Turquety
Édouard Turquety (* 21. Mai 1807 in Rennes; † 18. November 1867 in Paris) war ein französischer Dichter.

## Leben
Édouard Turquety war Rechtsanwalt und Freund der breonischen Dichter Émile Souvestre und Évariste Boulay-Paty. Charles Nodier ermunterte ihn zu dichterischen Versuchen. Dann gehörte er als bretonischer Korrespondent zur romantischen Dichtergruppe (Cénacle) um Victor Hugo. 1829 veröffentlichte er den ersten Gedichtband (Esquisses poétiques "poetische Skizzen"). Ab 1833 erschien von ihm (mit einer Ausnahme) nur noch religiöse Lyrik. Viele seiner elegischen Gedichte wurden vertont.

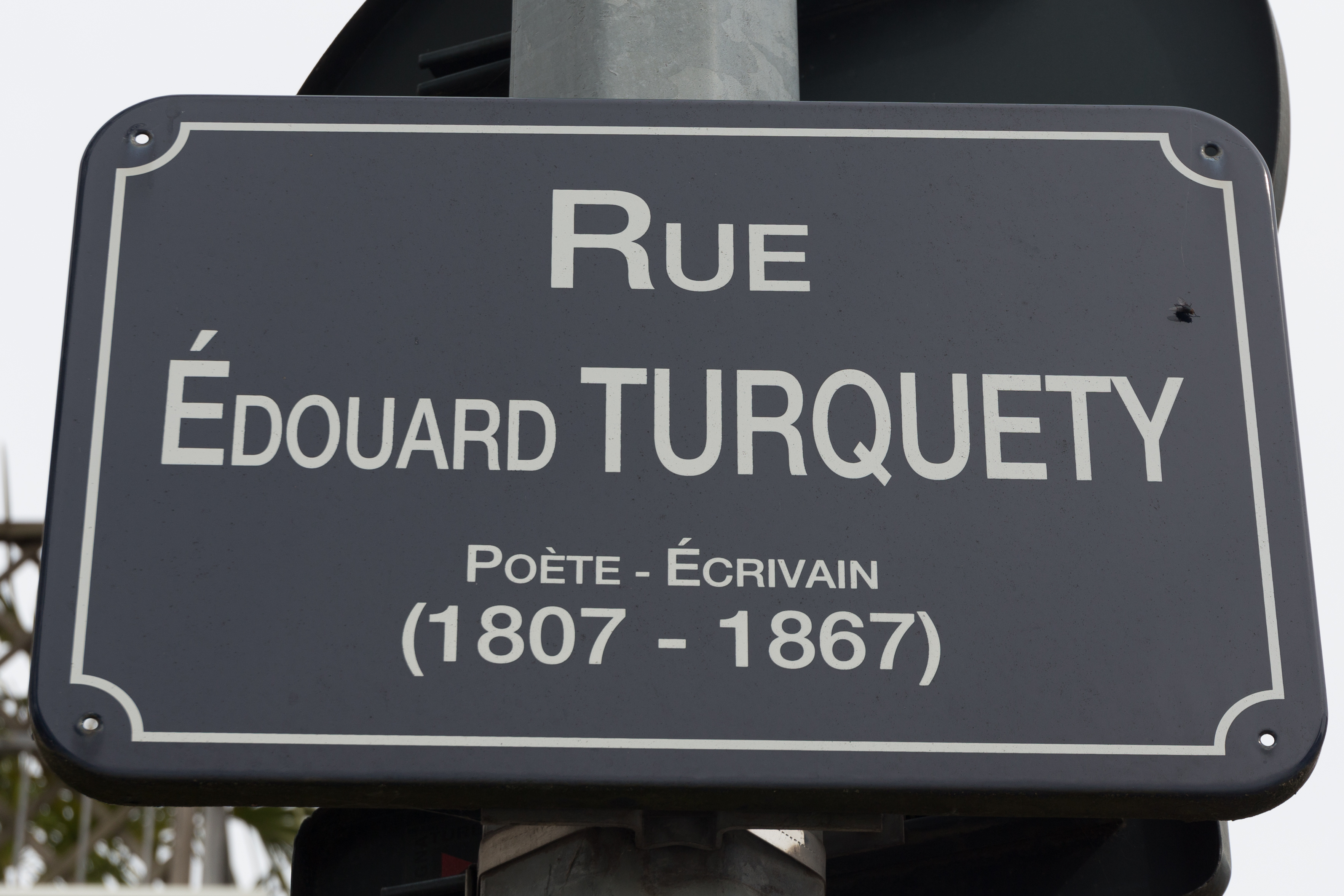
Straßenschild in Rennes

In Rennes ist eine Straße nach ihm benannt.

## Werke
- Esquisses poétiques (1829). Amour et foi (1833). Poésie catholique (1836). Hymnes sacrées (1838). Primavera (1840). Fleurs à Marie (1845). Les Représentants en déroute ou le Deux Décembre (1852). Poésies religieuses à l’usage de la jeunesse (1857). Un acte de foi. Poésies posthumes (1868).